# マイケル・B・ジョーダン
マイケル・バカリ・ジョーダン（Michael Bakari Jordan, 1987年2月9日 - ）は、アメリカ合衆国の俳優、映画監督、映画プロデューサー。
マイケル・ジョーダンと混同されるのを避けるためにマイケル・B・ジョーダン (Michael B. Jordan)と名乗っている。

## キャリア

### 初期の作品（1999年〜2012年）

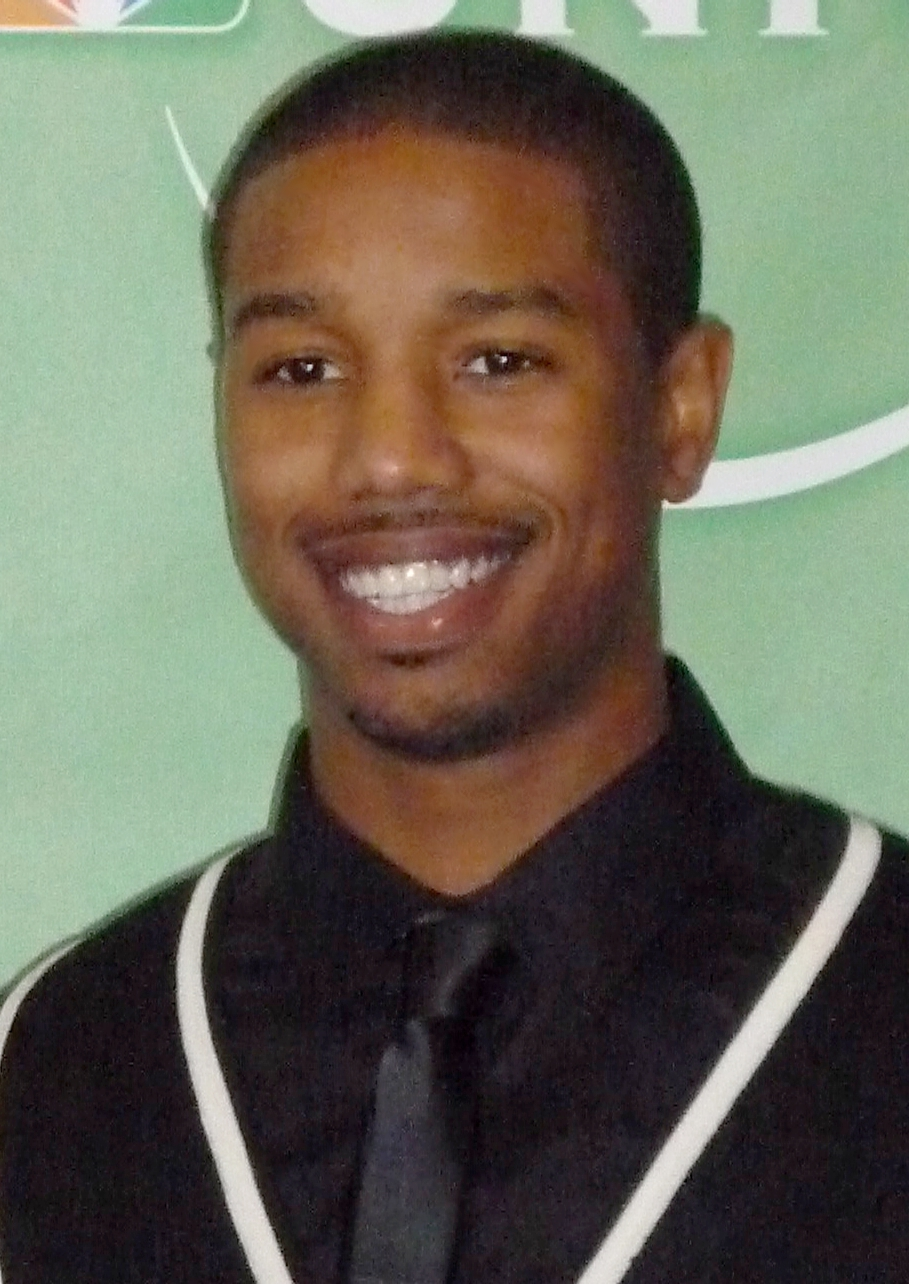
ジョーダン（2011年）

ジョーダンは当初、俳優としてキャリアを積むことを決める以前は、モデルズ・スポーティング・グッズやトイザラスなどいくつかの会社とブランドのキッズモデルとして活動していた。1999年に『Cosby』と『ザ・ソプラノズ 哀愁のマフィア』への短時間の出演でプロの俳優としてのキャリアが始まった。最初の主な映画への出演はキアヌ・リーブス主演の2001年の『陽だまりのグラウンド』である。2002年には、HBOの『THE WIRE/ザ・ワイヤー』で子供ながらに重要な役どころのウォレスを演じて注目を集めた。2003年の3月には、『オール・マイ・チルドレン』で問題を抱えたレジーとして出演し、ジョーダンの契約が切れる2006年6月まで続いた。ジョーダンの他の出演作には『CSI:科学捜査班』、『WITHOUT A TRACE/FBI 失踪者を追え!』、『コールドケース 迷宮事件簿』などがある。その後、自主映画『Blackout』とThe-Nの『The Assistants』に出演し、2008年にはR&Bアーティストのプレジャー・Pの「Did You Wrong」のミュージックビデオに出演した。2009年には『バーン・ノーティス 元スパイの逆襲』のエピソード「犯罪多発地域」にゲスト出演し、昔喧嘩をしたことで暴力団に追われている高校フットボールプレーヤーを演じた。2010年には『LAW & ORDER:犯罪心理捜査班』のエピソード「灰の水曜日」にゲスト出演し、マイケル・ヴィックにインスパイアされたスキャンダルと戦う男に関係するボクサーを演じた。
2009年にジョーダンはNBCのドラマ『Friday Night Lights』でアメフトのクォーターバック選手ヴィンス・ハワードを演じた。また、ドラマが収録されたオースティンのマンションで生活を送っていた。2011年にドラマが終わりを迎えるまでの2年間同役を演じた。2010年には、NYLON誌のハリウッドの若手俳優特集で将来の55の顔のひとりとして選ばれた。同年、NBCの『Parenthood』で再びアレックスを演じた。これは現場責任者のジェイソン・ケイティムズと2度目の共同作品となった（1度目は『Friday Night Lights』）。BuddyTVは「最もセクシーなTV俳優2011」でジョーダンを80番とした。また、Xbox 360のゲーム『Gears of War 3』で声を担当した。
2012年には、ジョージ・ルーカスが製作総指揮を務めた『レッド・テイルズ』に出演し、『クロニクル』ではスティーヴ・モンゴメリー役で主演を務めた。また、『Dr.HOUSE』のファイナルシーズンでは盲目の患者としてゲスト出演した。

### 飛躍（2013年〜現在）
2013年には、オスカー・グラント三世射殺事件を題材にした、ライアン・クーグラー監督の『フルートベール駅で』で主役を演じた。ジョーダンの演技は批評家から絶賛された。ハリウッド・リポーターの映画批評家トッド・マッカーシーは「若き日のデンゼル・ワシントンを思い出す」と記している。『フルートベール駅で』でのジョーダンの演技を受け、ピープル誌とバラエティ誌は彼を「見るべき俳優」と名付けた。タイム誌は世界を変える30歳以下の30人に名を挙げ、エンターテインメント・ウィークリー誌とGQ誌は2013年のブレイクしたスターのひとりに名を挙げた。
2015年には『ファンタスティック・フォー』でジョニー・ストーム / ヒューマン・トーチを演じた。この作品は一般的に批評家から酷評され、これはRotten Tomatoesで9%の支持率となり興行収入の面でも失敗に終わった。

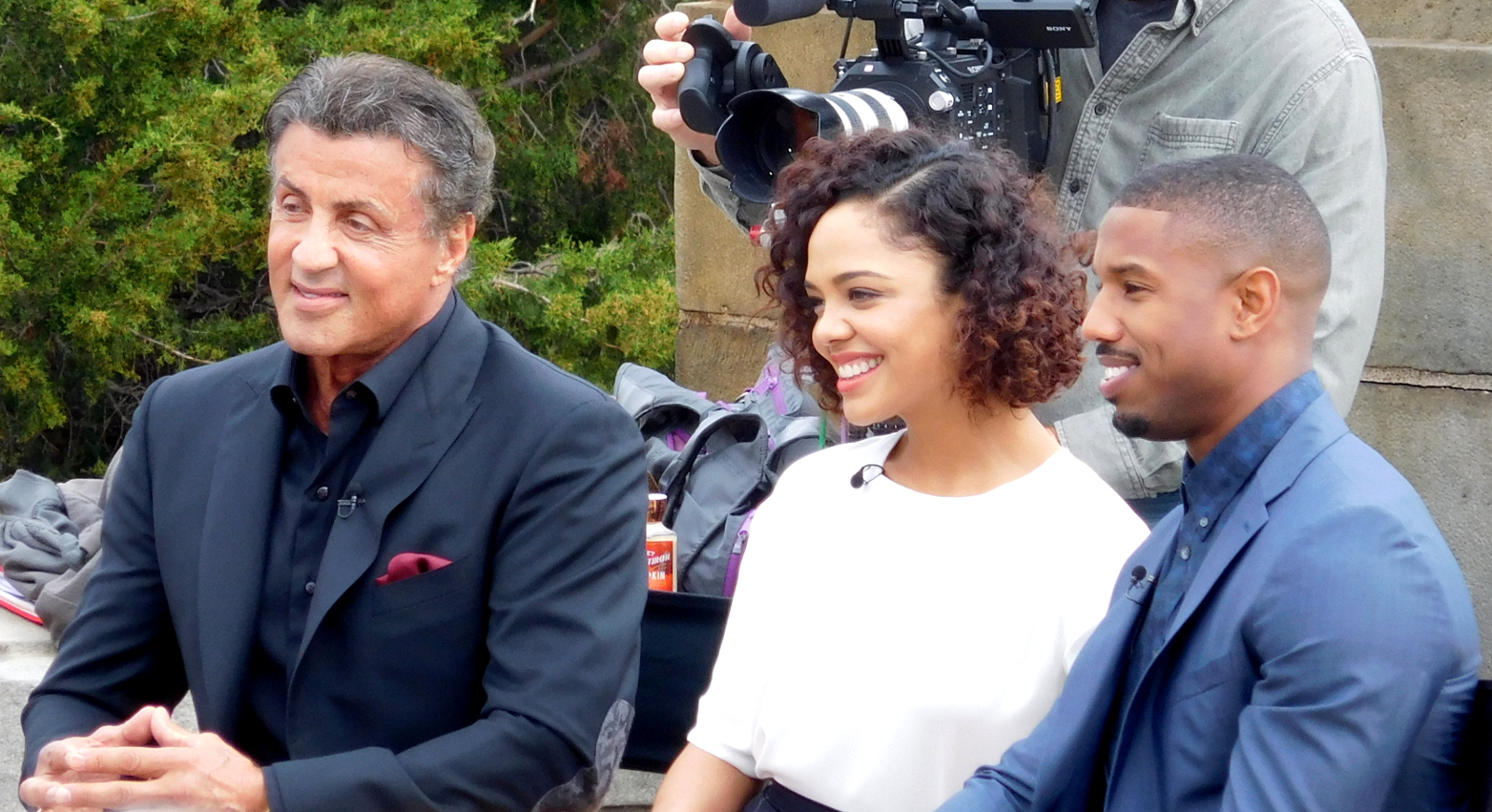
シルヴェスター・スタローンとテッサ・トンプソンとともに『クリード チャンプを継ぐ男』のプロモーションを行うジョーダン（2015年11月）

しかし、2015年後期にジョーダンは、『ロッキー』シリーズの続編で2度目のクーグラーとの共同作品となる『クリード チャンプを継ぐ男』でアドニス・クリード役としてシルヴェスター・スタローンと共演し、その際には批評家から絶賛され、肯定的な評価を得て立ち直った。ジョーダンはこの作品でボクサーを演じるために1年の厳しい肉体トレーニングを積み、厳重な低脂肪食を摂った。また、彼は撮影中スタントを使うことなく、戦闘シーンが撮影されたときは「常に血が滲み、痣があり、目眩がしている」状態だった。

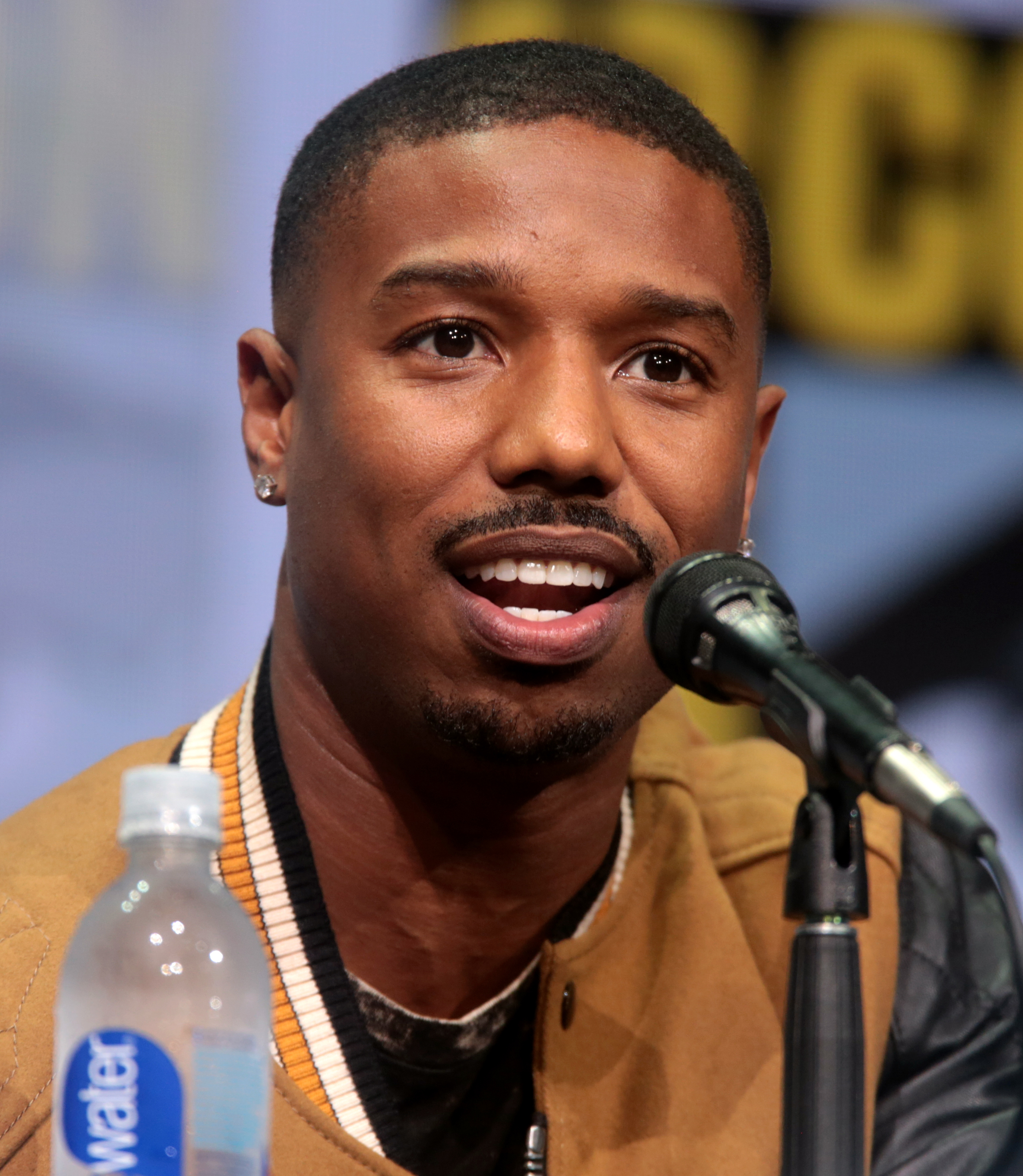
コミコンでのジョーダン（2017年）

2018年2月には、マーベルの『ブラック・パンサー』で悪役エリック・キルモンガーを演じ、クーグラーと3度目の共同作品を果たした。ジョーダンはこの作品において批評家から絶賛を浴びた。フォーブス誌のダニ・ディ・プラシードはジョーダンは「注目の的になった」と述べ、ビジネスインサイダーのジェイソン・ゲラシオは「ジョーダンは視聴者が何の疑問を抱くことのない憎しみと虚しさを燃料にキルモンガーを演じたが、見るのが面白いようないばりっぷりで演じた。この映画はジョーダンがスクリーンに登場するたびに面白いストーリーと見る楽しみを提供してくれる」と記した。
2018年にジョーダンはテレビ映画『華氏451度』に出演し、マイケル・シャノン、ソフィア・ブテラと共に主役を演じた。このテレビ映画はHBOで放送された。

### 今後の出演
ジョーダンは2018年前半に撮影予定の伝記映画『Just Mercy』でブライアン・スティーヴンソンを演じる予定となっている。さらに、アトランタのパブリック・スクールのカンニング事件を題材にした、4度目のクーグラーとの共同作品となる予定の『Wrong Answer』の出演者の候補に挙がっている。また、『華麗なる賭け』の2度目のリメイクとなる作品にも出演が予定されている。2017年3月にワーナー・ブラザースが『マトリックス』シリーズの前編で若き日のモーフィアス役にジョーダンのキャスティングを希望していることが報じられた。

## 私生活

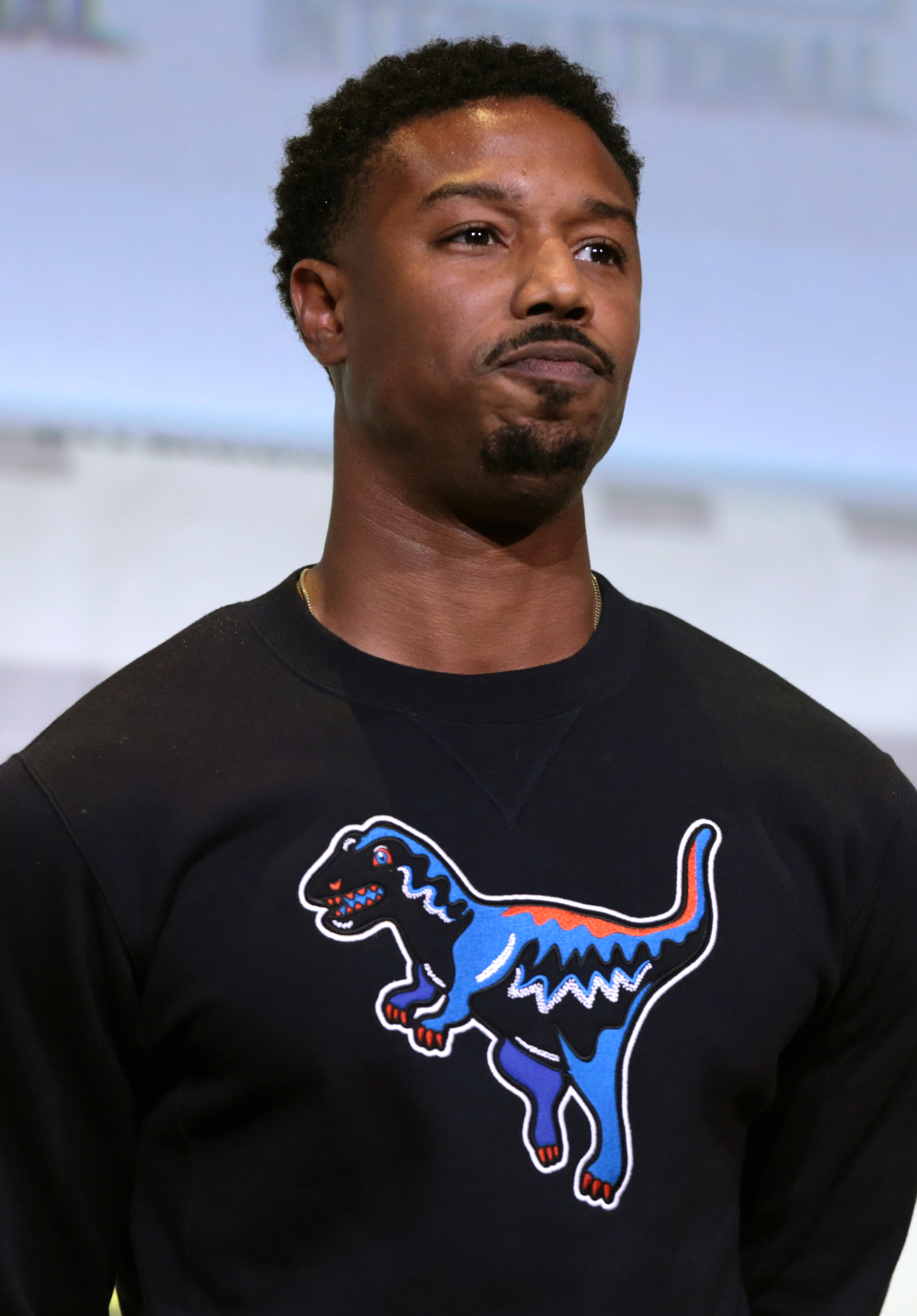
コミコンでのジョーダン（2016年）

2006年からロサンゼルスに住んでいる。2018年現在、シャーマン・オークスに購入した家に両親と住んでいる。
2020年秋にモデルのロリ・ハーヴィーと交際していたが、現在は破局している。関係者曰く「マイケルとロリは2人とも完全に心を痛めています。彼らはまだお互いを愛しています」とコメントしている。
大のアニメ好きであり、DUJOUR誌のインタビューでは、休みの日は日本のアニメを観て過ごすと語っている。

## 出演作品

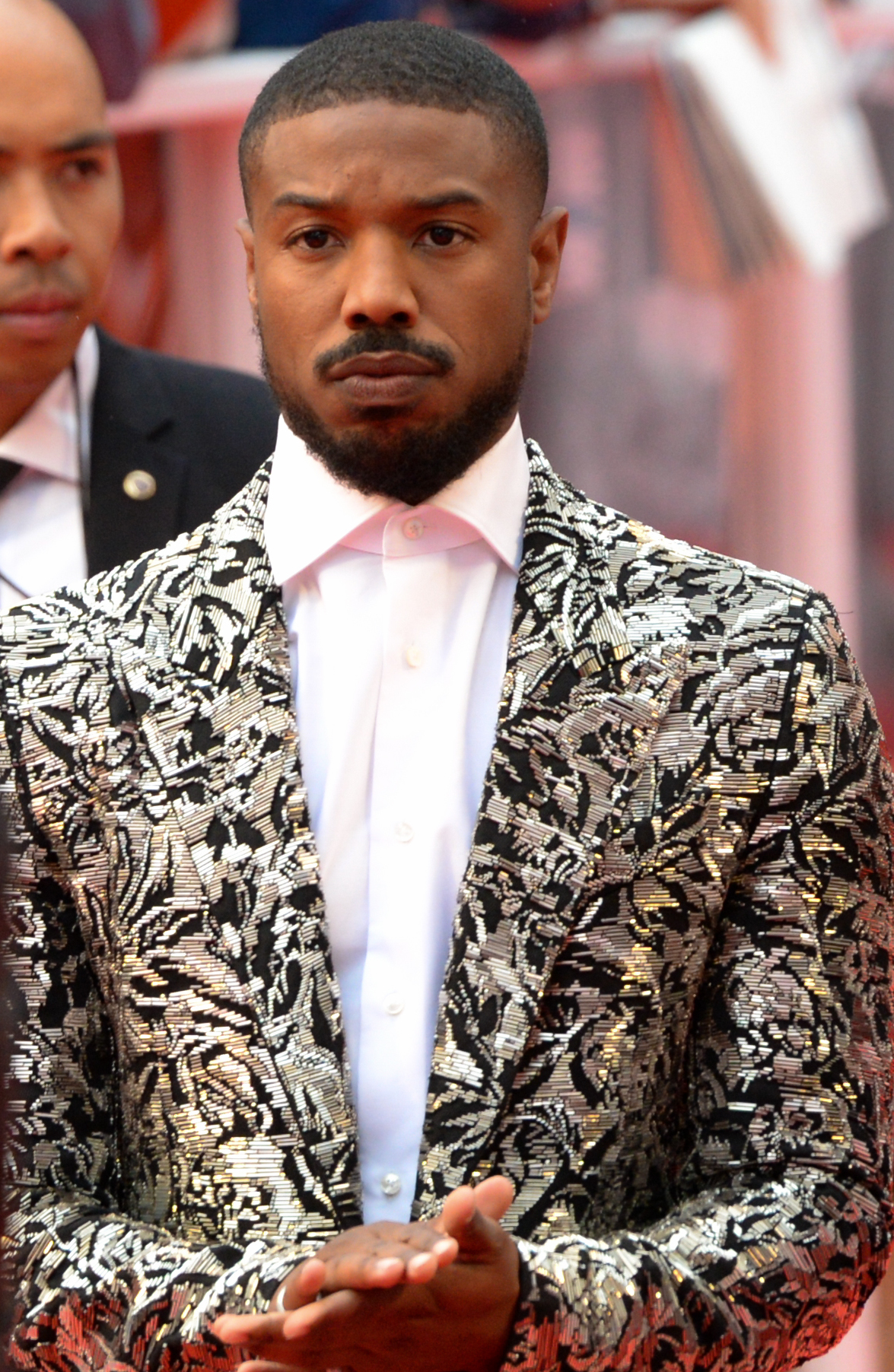
トロント国際映画祭にて（2019年）

※役名の太字表記は主演。

### 映画
| 年   | 題名                                                                   | 役名                                                          | 備考 | 吹き替え           |
| ---- | ---------------------------------------------------------------------- | ------------------------------------------------------------- | --- | ------------------ |
| 1999 | ブラック AND ホワイト Black and White                                  | ティーン2                                                     | 日本劇場未公開 |                    |
| 2001 | 陽だまりのグラウンド Hardball                                          | ジャマル                                                      | | 高山佳音里         |
| 2012 | レッド・テイルズ Red Tails                                             | モーリス・“バンプス”・ウィルソン                              | 日本未公開 | N/A                |
| 2012 | クロニクル Chronicle                                                   | スティーヴ・モンゴメリー                                      | | 高橋英則           |
| 2013 | フルートベール駅で Fruitvale Station                                   | オスカー・グラント                                            | ゴッサム・インディペンデント映画賞ブレイクスルー演技賞受賞                                                                            | （吹き替え版なし） |
| 2014 | 恋人まで1% That Awkward Moment                                         | マイキー                                                      | | 河合みのる         |
| 2015 | ファンタスティック・フォー Fantastic Four                              | ジョニー・ストーム / ヒューマン・トーチ                       | | 櫻井トオル         |
| 2015 | クリード チャンプを継ぐ男 Creed                                        | アドニス・クリード                                            | 全米映画批評家協会賞主演男優賞受賞 ボストン・オンライン映画批評家協会賞主演男優賞受賞 第47回NAACPイメージ・アワード映画部門主演男優賞 | 杉村憲司           |
| 2018 | ブラックパンサー Black Panther                                         | エリック・キルモンガー                                        | | 津田健次郎         |
| 2018 | KIN/キン Kin                                                           | 掃除夫                                                        | カメオ出演 兼製作総指揮 | （吹き替え版なし） |
| 2018 | クリード 炎の宿敵 Creed II                                             | アドニス・クリード                                            | | 杉村憲司           |
| 2019 | 黒い司法 0%からの奇跡 Just Mercy                                       | ブライアン・スティーブンソン                                  | 兼製作 | 杉村憲司           |
| 2021 | ウィズアウト・リモース Without Remorse                                 | ジョン・クラーク                                              | 兼製作 | 杉村憲司           |
| 2021 | スペース・プレイヤーズ Space Jam: A New Legacy                         | 本人役                                                        | カメオ出演 | 杉村憲司           |
| 2021 | きみに伝えたいこと A Journal for Jordan                                | チャールズ・モンロー・キング                                  | 兼製作 日本劇場未公開 | 杉村憲司           |
| 2022 | ブラックパンサー/ワカンダ・フォーエバー Black Panther: Wakanda Forever | エリック・キルモンガー                                        | カメオ出演 | 津田健次郎         |
| 2023 | クリード 過去の逆襲 Creed III                                          | アドニス・クリード                                            | 兼監督・製作 | 杉村憲司           |
| 2025 | 罪人たち Sinners                                                       | イライジャ・"スモーク"・ムーア イライアス・"スタック"・ムーア | | （吹き替え版なし） |
| 2027 | The Thomas Crown Affair                                                | トーマス・クラウン                                            | 兼監督・制作 |                    |
| TBA  | I Am Legend 2                                                          |                                                               | |                    |

### テレビ
| 年        | 題名                                                    | 役名                           | 備考                                                                           | 吹き替え           |
| --------- | ------------------------------------------------------- | ------------------------------ | ------------------------------------------------------------------------------ | ------------------ |
| 2002      | THE WIRE/ザ・ワイヤー The Wire                          | ウォレス                       | 計13話出演                                                                     |                    |
| 2003-2006 | オール・マイ・チルドレン All My Children                | レジー・ポーター・モンゴメリー | 計52話出演                                                                     |                    |
| 2006      | CSI:科学捜査班 CSI: Crime Scene Investigation           | モリス                         | 第6シーズン第20話「クレイジーストリート」                                      |                    |
| 2006      | WITHOUT A TRACE/FBI 失踪者を追え! Without a Trace       | ジェシー・ルイス               | 第5シーズン第6話「ハリケーンの爪痕」                                           |                    |
| 2007      | コールドケース 迷宮事件簿 Cold Case                     | マイケル・カーター             | 第5シーズン第6話「鳩」                                                         |                    |
| 2009      | バーン・ノーティス 元スパイの逆襲 Burn Notice           | コリー・ジェンセン             | 第2シーズン第11話「犯罪多発地域」                                              | 西凜太朗           |
| 2009      | BONES Bones                                             | ペリー・ウィルソン             | 第5シーズン第3話「悲しみの旋律」                                               | 影平隆一           |
| 2010      | LAW & ORDER:犯罪心理捜査班 Law & Order: Criminal Intent | ダニー・フォード               | 第9シーズン第15話「灰の水曜日」                                                |                    |
| 2010      | ライ・トゥ・ミー 嘘は真実を語る Lie to Me               | キー                           | 第3シーズン第8話「ソウル・ファミリー」 第3シーズン第13話「殺意のネットワーク」 | 逢笠恵祐           |
| 2012      | Dr.HOUSE House                                          | ウィル・ウェストウッド         | 第8シーズン第14話「見失った愛」                                                |                    |
| 2014      | ブーンドックス The Boondocks                            | Pretty Boy Flizzy              | 声の出演 第4シーズン第1話「Pretty Boy Flizzy」                                 |                    |
| 2018      | 華氏451 Fahrenheit 451                                  | ガイ・モンターグ               | テレビ映画 兼製作総指揮                                                        | （吹き替え版なし） |
| 2019      | Gen:Lock                                                | Julian Chase                   | 声の出演                                                                       | N/A                |
| 2019      | レイジング・ディオン Raising Dion                       | マーク・ウォーレン             | Netflixオリジナル作品 兼製作総指揮                                             | 杉村憲司           |
| 2021      | ラブ、デス&ロボット Love, Death & Robots                | テレンス                       | Netflixオリジナル作品 声の出演 「避難シェルター」に出演                        | 田村真             |
| 2021      | ホワット・イフ...? What If...?                          | エリック・キルモンガー         | Disney+オリジナル作品 声の出演                                                 | 津田健次郎         |
| TBA       | Delphi                                                  | N/A                            | 製作総指揮                                                                     | N/A                |

### ビデオゲーム
| 年   | 題名                 | 役名                        |
| ---- | -------------------- | --------------------------- |
| 2011 | Gears of War 3       | ジェイソン・ストラットン    |
| 2016 | NBA 2K17             | ジャスティス・ヤング / 本人 |
| 2017 | Wilson's Heart       | カート・モスビー            |
| 2018 | Creed: Rise to Glory | Adonis "Donnie" Creed       |

## 日本語吹き替え
主に担当しているのは、以下の二人である。
杉村憲司
『クリード チャンプを継ぐ男』で初担当。以降、同シリーズをはじめとして大半の作品を担当している。
津田健次郎
『ブラックパンサー』のエリック・キルモンガー役で初担当。以降、マーベル・シネマティック・ユニバースにおいて同役を吹き替え続けており、面識こそないもののジョーダン本人も時折自身のSNSで津田に触れるなど認知している。
このほかにも、高山佳音里、高橋英則、河合みのる、櫻井トオルなども声を当てている。